# Rasero
El rasero es un palo cilíndrico que sirve para rasar las medidas de los áridos. Es de forma cilíndrica y algo más larga que ancha la medida a que ha de aplicarse.
Se emplea principalmente en dos operaciones: en tejares y fábricas de ladrillos moldeados a mano y en la medida de granos y semillas. En ambos casos lo corriente es que el rasero sea de madera.
En el primer caso, el rasero puede ser una tabla de madera con un mango del mismo material, normal a ella, o un listón de madera de sección cuadrada de unos 3 a 5 cm de lado por 35 a 40 de longitud. El canto útil debe ser perfectamente recto y alisado. Su objeto es enrasar la pasta que se vierte en las gradillas. Para su uso, una vez colocada la gradilla o molde, se llena de la pasta ya preparada, extendiéndola y comprimiéndola con ambas manos, después de lo cual se quita el exceso con el rasero. Para esto se toma el rasero, que estará sumergido en el agua contenida en una artesa próxima, se limpia y tomándolo con la mano derecha o con ambas manos (según su forma) se pasa con fuerza de un extremo a otro de la gradilla, teniendo mucho cuidado de que se apoye constantemente sobre los bordes de la misma, con lo que quitará toda la pasta sobrante, que se retira, mientras que el rasero se limpia e introduce nuevamente en el agua a fin de tenerle dispuesto para nuevo uso. Por las condiciones del trabajo que ejecuta, fácilmente se comprenderá que el rasero se desgasta con mucha rapidez en los puntos que en cada operación pasan por los bordes de la gradilla que, siendo de hierro o reforzados con este material si aquella es de madera, originan en el rasero verdaderos surcos, que le hacen inservible en cuanto se presentan, a menos que se alise nuevamente el rasero, si ello es posible, pues, por lo antes dicho, fácilmente se comprenderá que no siendo el rasero completamente liso no puede cumplir la función encomendada.
En la medida de granos y semillas el rasero que se emplea es generalmente cilíndrico de unos 4 a 5 cm de diámetro, debiendo asimismo ser también completamente recto y alisado. En este caso es, además condición precisa el que la madera del rasero no contenga nudos ni sea resinosa, pues además de adherirse a él, podría comunicar a la semilla condiciones que, si no son malas, tampoco son recomendables. Para su uso basta pasarlo por encima de la medida, una vez llena, teniendo cuidado de que se apoye en los bordes durante toda la operación. Como en el caso anterior también se presenta el desgaste, si bien no es tan rápido como entonces, no tan solo porque no hay necesidad de apretar tanto con él, al emplearlo, sino que también se usa siempre completamente seco. Si se desgasta se le puede igualar con mucha facilidad en el torno, a más de pulimentarle y efectuar en él ciertas operaciones que le hacen más duradero por endurecer su superficie.
Como dato adicional, se suele usar en serigrafia, para estampar los diseños, ejerciendo presion sobre ls tinta en el marco.
En el caso en que la sustancia a medir sea de tal naturaleza que pueda destruir con facilidad la madera de que está hecho el rasero, tal como la cal viva y otros, se comprende fácilmente que habrá que hacer uso de raseros de hierro u otro material apropiado.